# Myriaden
Myriaden är ett kronologiskt system, uppfunnet av svensken Henrik Brandel för att avhjälpa den gregorianska tidräkningens olägenheter. 
Myriaden grundar sig, som namnet antyder, på en period av 10 000 år och börjar år 2000 f.Kr. Årets indelning bestäms med hänsyn till både solens och månens omlopp. Året börjar vid vintersolståndet och består av 12 månader om 30 dagar, åt vilka Brandel gav nya, dels från grekiskan, dels från arabiskan hämtade namn, och till vilka kom 5 fyllnadsdagar (tropeider), insatta vid sommarsolståndet mellan Givan (juni) och Esedam (juli). Alternativt vart 4:e och 5:e år insattes dock ytterligare en fyllnadsdag, vilken kallades paragomene. Varje dag i månaden har sitt särskilda namn (alphe, bemai, cevi, etc), valt med hänsyn till månens faser. På grund härav måste för vissa månader den 23:e och den 24:e dagen (tavi och tevat) sammanslås till en enda (theim).
Efter att under 25 års tid ha arbetat på fulländandet av myriaden utgav Brandel 1792 i Livorno en liten skrift, Tabula cujus ope computantur tempora myriadis, som sedermera efterföljdes av några andra (La règle de la paragomene, 1797, La myriade, nouvelle système chronologique, 1800, ofullbordat, Récapitulation du calendrier de la myriade, samma år), i vilka systemet närmare utvecklades. Till ledning vid den praktiska tillämpningen av myriaden utgavs också årligen under åren 3796-3824 (det vill säga 1796-1824) almanackor (Series des jours desquels consiste l'année). Myriaden framlades 1793 för franska nationalkonventet, vilket dock sedermera fastställde ett helt annat kronologiskt system. 
Däremot införde hertigen av Sachsen-Gotha den vid sitt hov, där den flera år användes, liksom den även av Brandel själv och hans familjekrets begagnades. Den bedömdes fördelaktigt bland annat av den tyske astronomen Zach och av Melanderhjelm, vilken senare i sin Astronomie (1795) anmärker, att myriaden, om den antogs, skulle meddela den allmänna historien en kronologisk enkelhet, som inte genom någon förut bekant tidräkningsform kunde vinnas. Emellertid råkade systemet snart i glömska, i synnerhet som Brandel själv aldrig utgav någon utförlig framställning av detsamma och som den redogörelse därför inte heller blev fullbordad. Först långt senare (1853) utgavs en sammanställning av grunderna för systemet.